# 扣带回
扣带回（英文：Cingulate gyrus）是位于大脑内侧的一个解剖结构。扣带回内部包含大量神经纤维，其灰质皮层称为扣带皮层。扣带回将胼胝体不完全地包裹；在上方，扣带回为扣带沟所限。
扣带回是脑的边缘系统/边缘叶的一部分，其功能牵涉情感、学习和记忆。
扣带回接受来自丘脑前核、新皮层的投射，同时也接受来自脑的体感系统的输入。扣带回通过扣带输出到内嗅皮层。

## 外部連結
- head and neck（頭頸部）-Cingulate Gyrus（扣帶迴） （页面存档备份，存于）